# Geria (geslacht)
Geria is een geslacht van vlinders van de familie spinneruilen (Erebidae), uit de onderfamilie Catocalinae.

## Soorten
- G. ablunaris Guenée, 1852
- G. albifimbria Hampson, 1926
- G. forbesi Schaus, 1940